# Collin Gillespie
Collin Gillespie (ur. 25 czerwca 1999 w Filadelfii) – amerykański koszykarz występujący na pozycji rozgrywającego, aktualnie zawodnik Denver Nuggets.
W 2017 wystąpił w meczu gwiazd – Jordan Classic Regional.

## Osiągnięcia
Stan na 21 czerwca 2023, na podstawie, o ile nie zaznaczono inaczej.

### NCAA
- Mistrz:
  - NCAA (2018)
  - turnieju konferencji Big East (2018, 2019, 2022)
  - sezonu regularnego Big East (2019, 2020, 2021)
- Uczestnik rozgrywek:
  - NCAA Final Four (2018, 2022)
  - Sweet 16 turnieju NCAA (2018, 2021, 2022)
  - II rundy turnieju NCAA (2018, 2019, 2021, 2022)
- Koszykarz roku konferencji Big East (2021 wspólnie z Aleksandrem Mamukelaszwili i Jeremiah Robinson-Earlem, 2022)[4]
- Laureat nagród:
  - Robert V. Geasey Trophy (2021, 2022)[5]
  - Bob Cousy Award (2022)[6]
- MVP turnieju konferencji Big East (2022)[7]
- Zaliczony do:
  - I składu Big East (2021, 2022)
  - II składu Big East (2020)
  - III składu All-American –  (2021 przez USBWA, NABC, 2022 przez USBWA, NABC, Associated Press, Sporting News)
  - składu honorable mention All-American (2021 przez Associated Press)
- Zawodnik kolejki Big East (25.11.2019, 3.01.2022)
- Lider Big East w:
  - skuteczności rzutów za 3 punkty (2022 – 41,5%)
  - liczbie:
    - celnych (113) i oddanych (272) rzutów za 3 punkty (2022)
    - rozegranych minut (2022 – 1301)

### NBA
- Mistrz NBA (2023)[8]

### Reprezentacja
- Brązowy medalista igrzysk panamerykańskich (2019)